# Pterolophia angusta
Pterolophia angusta är en skalbaggsart som först beskrevs av Bates 1873.  Pterolophia angusta ingår i släktet Pterolophia och familjen långhorningar.
Artens utbredningsområde är Taiwan. Inga underarter finns listade i Catalogue of Life.